# Estadio Caliente
Az Estadio Caliente a mexikói Tijuana város legnagyobb stadionja, főként labdarúgó-mérkőzések rendezésére használják. A mexikói első osztályban (Primera División) szereplő Club Tijuana Xoloitzcuintles de Caliente hazai pályája. Ez az ország egyetlen olyan stadionja, ahol műfüvön első osztályú bajnokikat rendeznek.
Az Agua Caliente lóversenypályán belül elhelyezkedő építmény jelenleg 27 333 fő befogadására alkalmas, de 2017-re tervezik 33 333 fősre bővítését. A stadionnak 5 bejárata van, a lelátó 8 zónára van osztva.

## Története
A stadion építését azért határozták el, mert a Mexikói Labdarúgó Szövetség (Federación Mexicana de Fútbol, FMF vagy FEMEXFUT) szabályzata szerint az első osztályban játszó csapatoknak minimum 15 000 férőhelyes stadionnal kell rendelkezniük, és a helyiek szerették volna, ha csapatuk teljesíti ezt a feltételt. Első ütemben a pályát és a lelátó alsó részét építették meg, ezt már 2007 novemberében fel is avatták (ekkor befogadóképessége 13 333 fő volt). A következő 2-3 hónapban pedig tovább bővítették a férőhelyek számát. Később újabb terveket készítettek a bővítésre, hogy a stadion majd helyt adhasson a FIFA U17-es világbajnokságának, de a FIFA elutasította a rendezés terveit.

## Más események a stadionban
Bár általában labdarúgásra használják a stadiont, de 2010-ben bokszmeccset is rendeztek (Erik Morales győzte le Francisco Lorenzót benne, emellett koncerteknek is helyt ad időnként: fellépett itt már Shakira, a Maná, Luis Miguel, Gloria Trevi és Alejandro Sanz is.